# 柳叶风毛菊
柳叶风毛菊（学名：Saussurea salicifolia）是菊科风毛菊属的植物。分布于俄罗斯、蒙古以及中国大陆的四川、黑龙江、河北、内蒙古、新疆、甘肃、辽宁、吉林等地，生长于海拔1,600米至3,800米的地区，见于草甸、高山灌丛及山沟阴湿处，目前尚未由人工引种栽培。